# ناکاگاوا، هوکایدو
ناکاگاوا، هوکایدو (به لاتین: Nakagawa, Hokkaido) یک منطقهٔ مسکونی در ژاپن است که در Kamikawa Subprefecture واقع شده‌است. ناکاگاوا  ۱٬۹۵۹ نفر جمعیت دارد.